# Upplands runinskrifter 358
Upplands runinskrifter 358 är en runsten som nu står utanför Skepptuna kyrka i Skepptuna socken, Seminghundra härad och Sigtuna kommun. Inuti kyrkan står ytterligare en runsten; U 359.

## Stenen
Stenen är av ljusgrå granit och den har haft en parsten, U Fv 1979;244B, som blivit krossad och fragmenten förvaras nu i ett magasin i Stora Ullentuna.
Runstenens ursprungliga plats är okänd, men eftersom den blev inmurad i kyrktornet då det byggdes på 1400-talet, så har den liksom sin brodersten, antagligen stått någonstans i kyrkans närhet.  Stenen låg i grunden till Skepptuna kyrkas torn med ristning uppåt. Den fritogs ur kyrkans gråstensmur och restes strax intill och står nu i en nisch mellan tornet och vapenhuset. Inne i vapenhuset förvaras ytterligare en runsten som kallas Dvärgstenen. 
U 358 är ornerad med en rak runslinga krönt med ett kristet kors och texten berättar att sonen Folkbjörn, som stenen är rest efter, varit bland grekerna då han dog, stenen är därmed en så kallad greklandssten. Sannolikt tjänstgjorde han i väringagardet hos den bysantinske kejsaren. Ristaren torde vara Gunnar.

## Inskriften
Translitterering av runraden:
fulkmar × lit × risa × stin × þina × iftiʀ × fulkbiarn × sun × sin × saʀ × itaþis × uk miþ krkum × kuþ × ialbi × ans × ot uk salu
Normalisering till runsvenska:
Folkmarr let ræisa stæin þenna æftiʀ Folkbiorn, sun sinn. Saʀ ændaðis ok með Grikkium. Guð hialpi hans and ok salu.
Översättning till nusvenska:
Folkmar lät resa denna sten efter Folkbjörn, sin son. Han dog dock bland grekerna. Gud hjälpe hans ande och själ.

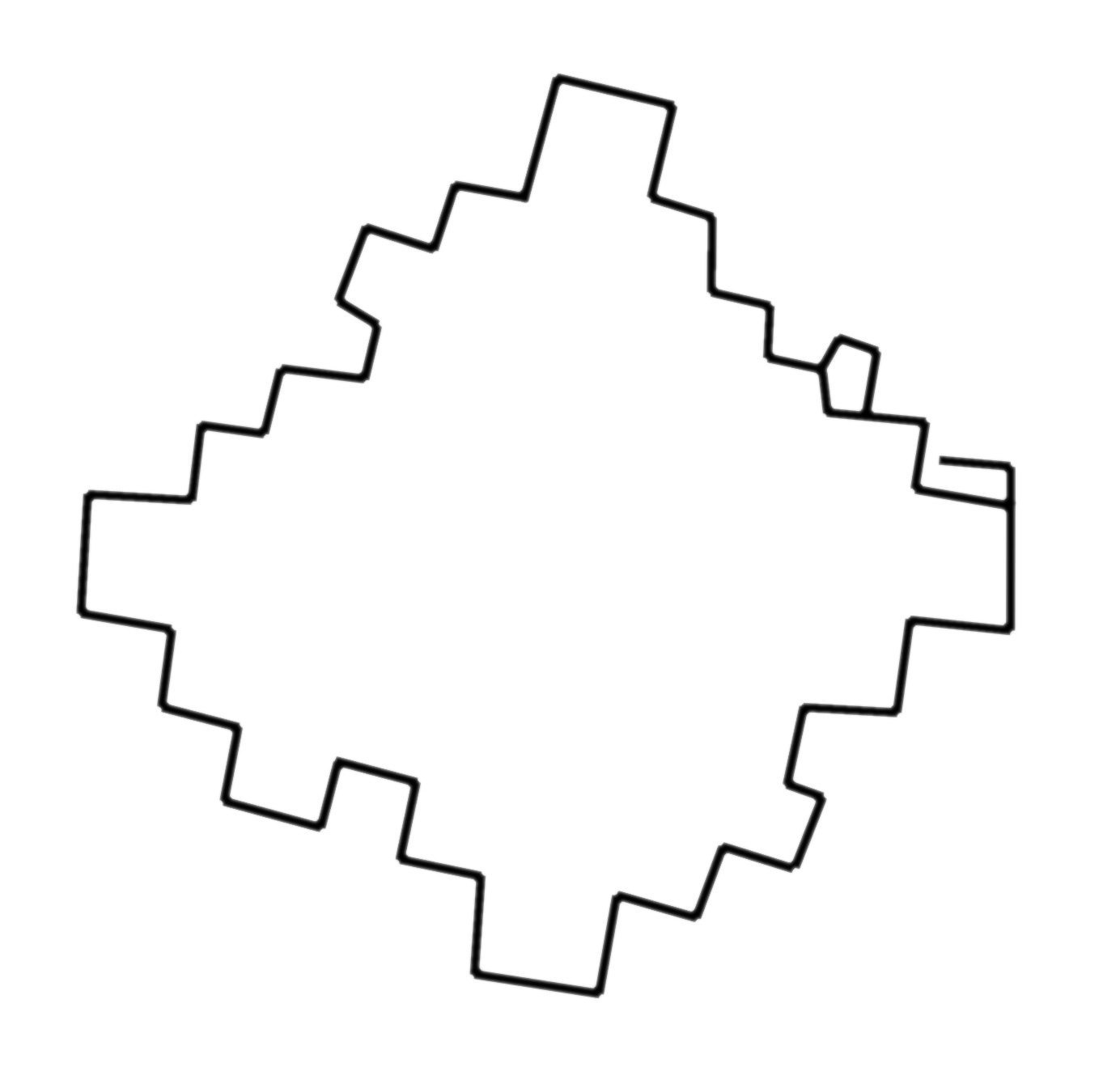
Kantig figur på baksidan av U 358.

På baksidan av stenen finns en ristad kantig figur, 0,5x0,5 meter stor. Den är klumpigt ristad och det är knappast samme ristare som den skickliga ristare som utförd ristningen på framsidan.